# مسجد واساط عتيق علي باشا
مسجد واساط عتيق علي باشا (بالتركية: Vasat Atik Ali Paşa Camii)، المعروف أيضًا باسم مسجد زنجرليكويو أو مسجد كاراجومروك، ويعد من المساجد العثمانية، حيث يقع في حي كاراجومروك التابع لمنطقة الفاتح في إسطنبول في تركيا. تم تشييده في عهد الصدر الأعظم للسلطان بايزيد الثاني، حاتم عتيق علي باشا، و الذي سمي باسمه عام 1520. و تم اكتمال بناؤه عام 1512 بعد علم واحد من وفاة الصدر الأعظم.
المسجد هو أحد مسجدين فقط في إسطنبول لهما قباب متعددة، والآخر هو مسجد بيالي باشا، وكلاهما يحتوي على ست قباب. كان المسجد معروفًا بمسجد زينجيرليكويو لفترة طويلة بسبب موقعه بجوار بئر معروف باسم زينجيرليكويو ( زنجيرلي "مقيد"، كويو "بئر"). انهارت مئذنة المسجد في يونيو 1648 بعد زلزال. عام 2013 بدأت أعمال الإصلاح في المئذنة بتكلفة 2.2 مليون ليرة تركية (1.03 مليون دولار أمريكي)، ومن المتوقع أن تكتمل في عام 2014. تُظهر الصور الموجودة في المعرض والتي تم التقاطها عام 2015 أن عملية الترميم قد انتهت.

## معرض الصور

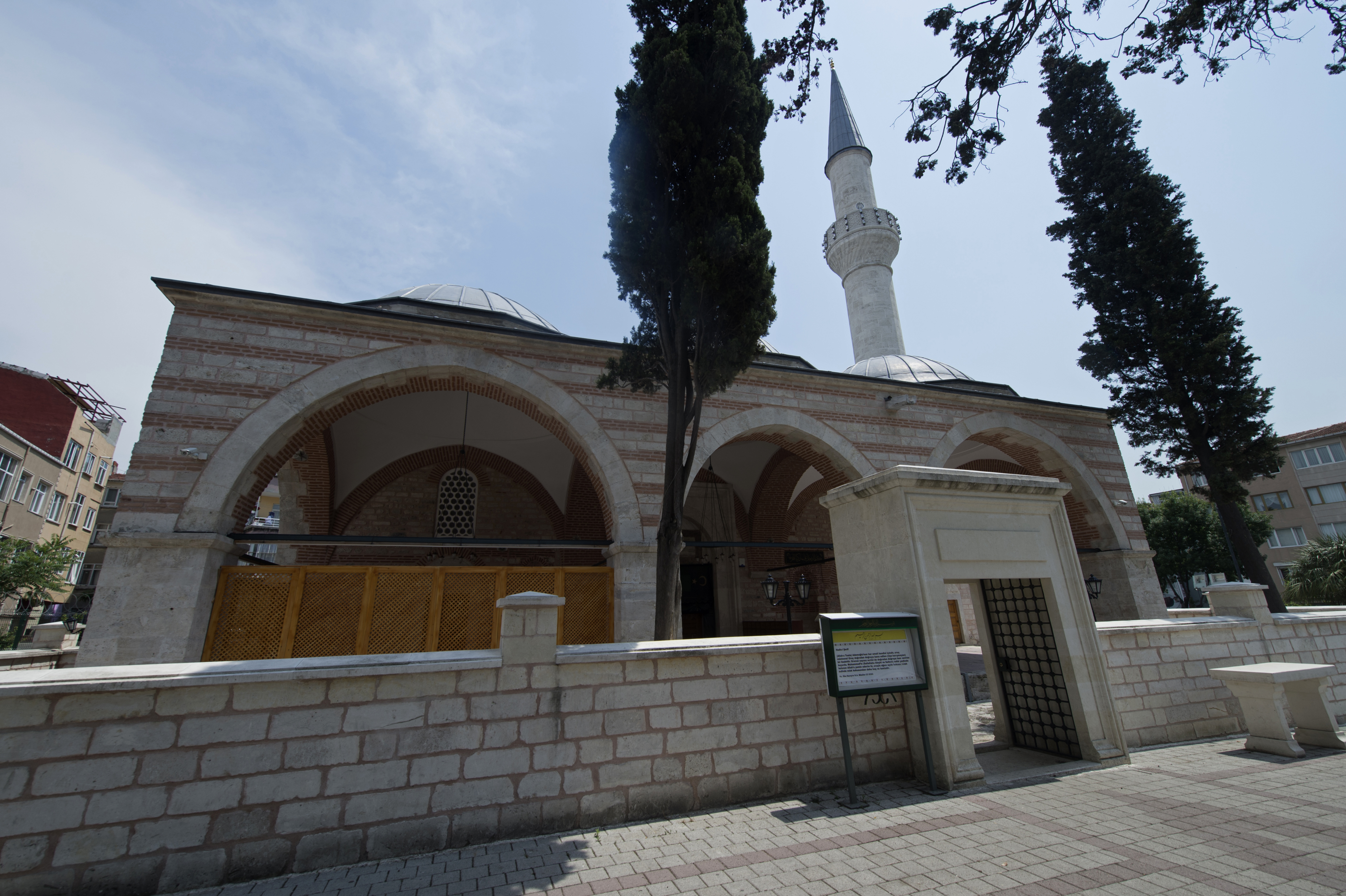
واجهة مسجد زينجيرليكويو
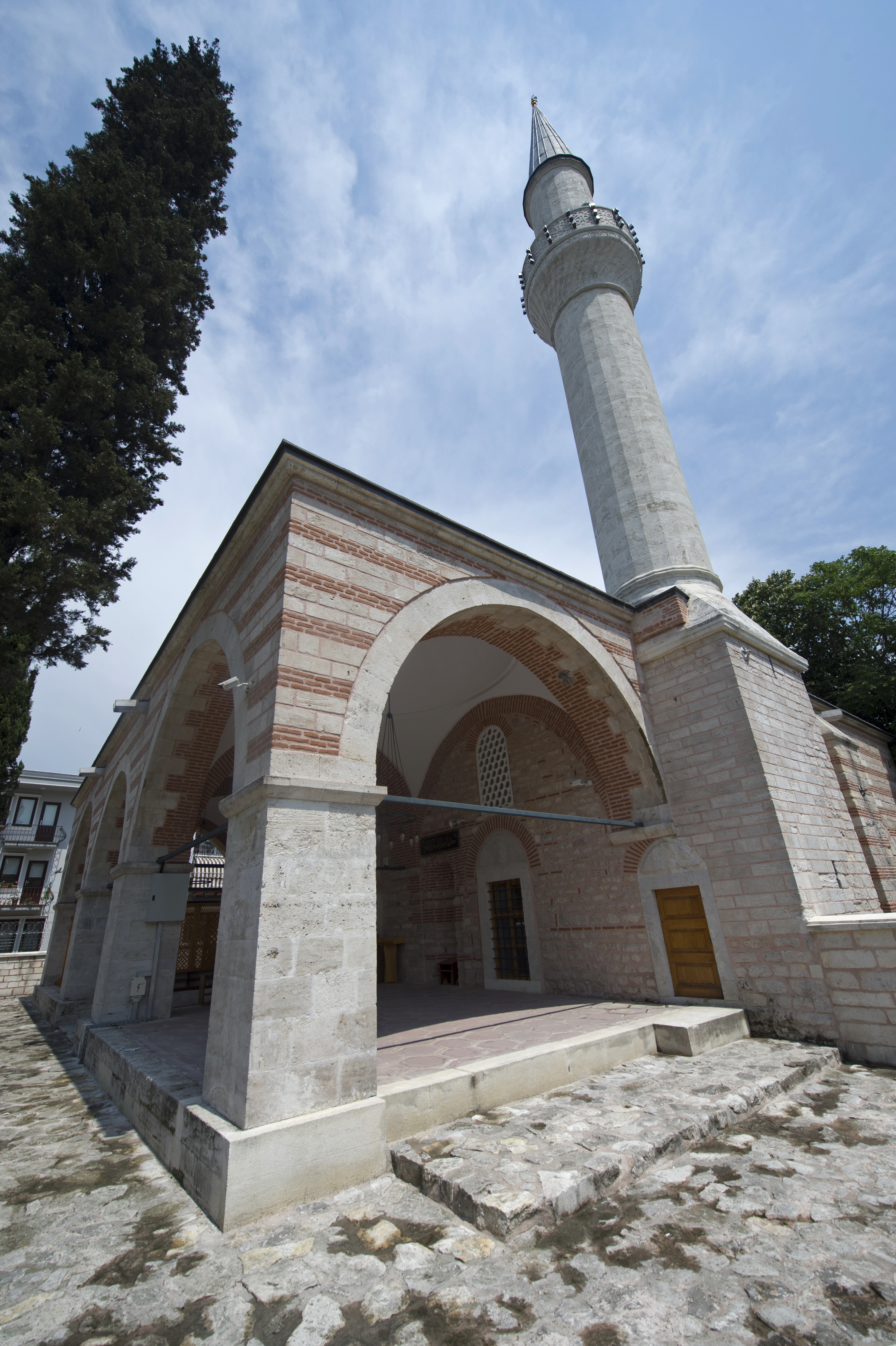
مسجد زنجرليكويو من الجانب
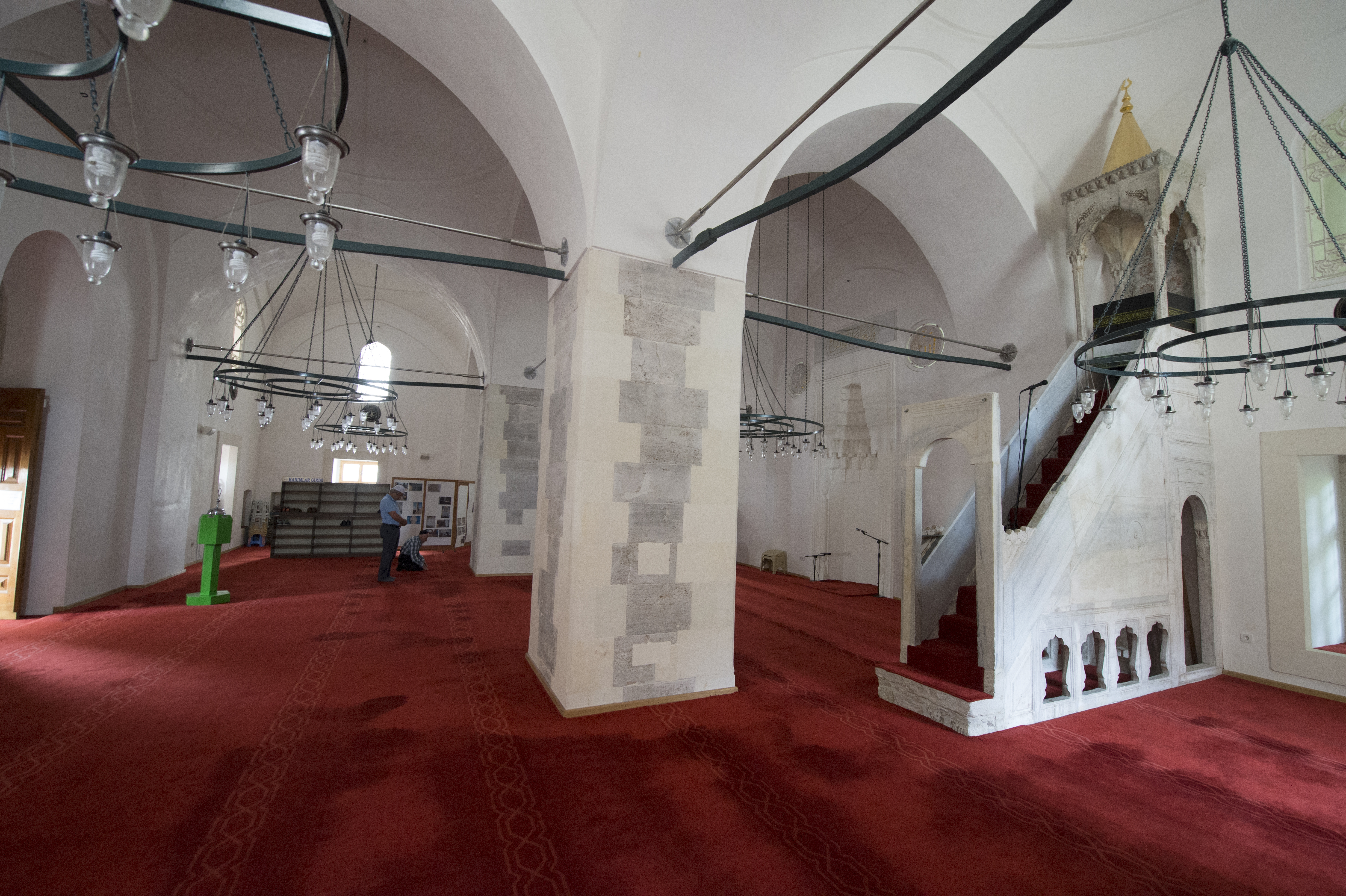
مسجد زينجيرليكويو من الداخل